# Association médicale du Québec
Pour les articles homonymes, voir AMQ.
L'Association médicale du Québec (AMQ ; en anglais, Quebec Medical Association ou QMA) était une association professionnelle qui regroupe près de 10 000 médecins omnipraticiens et spécialistes et résidents ainsi que des étudiants en médecine. En septembre 2019, les membres de l’AMQ ont voté en faveur de la dissolution de leur association. L'Association médicale canadienne ouvre un bureau au Québec.